# Stefan Lauener
Stefan Lauener (* 1898; † 1988) war ein erfolgreicher Schweizer Skisportler, der im Skispringen und in der Nordischen Kombination aktiv war.

## Werdegang
Stefan Lauener zählte in seiner aktiven Zeit von 1921 bis 1933 gemeinsam mit Ernst Feuz zu den besten schweizerischen und mitteleuropäischen Skispringern, er war ausser für seine Weiten vor allem für seine damals ästhetische Körperhaltung im Sprunglauf bekannt. Seinen grössten Erfolg feierte er 1925 bei den nachträglich zu nordischen Skiweltmeisterschaften erhobenen FIS-Rennen im tschechoslowakischen Johannisbad, als er mit dem sechsten Platz in der Nordischen Kombination die Phalanx der damals unschlagbaren Norweger und Tschechoslowaken sprengte.
Bei den Olympischen Spielen in St. Moritz 1928 erreichte er als zweitbester Schweizer (Adolf Rubi belegte Rang 11) den 13. Platz in der Nordischen Kombination. Im selben Jahr gewann er in Gstaad den Sprunglauf der Schweizer Meisterschaften und die Kombinationswertung aus Sprung- und Langlauf bei den Meisterschaften des Berner Oberlandes in Wengen. In den Jahren von 1927 bis 1928 bekleidete der im Zivilberuf als Bäckermeister tätige Oberländer zudem das Amt des Präsidenten des bekannten Wengener Skiclubs. 1929 nahm er als Skispringer letztmals an den Nordischen Weltmeisterschaften im polnischen Zakopane teil, konnte sich aber nicht in den vorderen Rängen platzieren und landete am Ende mit Sprüngen auf 48 und 48,5 Metern auf dem 21. Platz. Nach dem Aufkommen der jungen Garde im Schweizer Springerzirkus um Fritz Kaufmann und Marcel Reymond beendete er 1933 seine Karriere.